# Maribou State
Maribou State est un groupe de musique électronique composé du duo Chris Davids et Liam Ivory. Le groupe a sorti huit EPs et deux albums studios, Portraits (2015) et Kingdoms In Colour (2018).

## Biographie
Originaire de Berkhamsted dans le comté de Hertfordshire en Grande-Bretagne, Davids et Ivory se rencontre à l'école où ils développent tous deux un intérêt pour la musique. Après avoir intégrés plusieurs groupes musicaux, on leur propose de faire un remix pour le groupe Hadouken! à l'âge de 16 ans. Ensuite, ils fondent tous les deux le groupe Maribou State et sortent en 2011 leur premier EP sur le label FatCat Records comportant 5 titres.
Puis, ils sortent plusieurs autres EP sur le label de Norman Cook (FatBoy Slim) Southern Fried Records (en) entre 2012 et 2013, et firent de nombreux remix de titres de Fatboy Slim, Lana Del Rey, Ultraísta (en), Kelis et d'autres. En 2013, ils sortent un nouvel EP intitulé Ruths avec les voix de Jimi Nxir, Holly Walker, et de Nubiya Brandon.
Alors qu'ils sont en train de composer leur premier album, leur ancien label FatCat Records sort une compilation intitulée Beginnings qui contient huit titres et sept remix d'autres artistes. En juin 2015, Maribou State sort son premier album intitulé Portraits sous le label Counter Records (appartenant au label Ninja Tune). Le titre "Midas", en collaboration avec Holly Walker, est certifié d'argent par le BPI en 2022.
En 2018, le groupe sort un deuxième album intitulé Kingdoms in Colour incluant le titre "Feel Good" en collaboration avec Khruangbin. L'album atteint la 25e place des chartes britanniques (et la quatrième place des ventes). Il est aussi classé par la BBC comme l'un des six "Albums du jour".
En 2019, Maribou State organise une tournée aux Royaume-Uni et en Europe.

## Discographie

### Albums studio
- 2015 - Portraits (Counter Records)
- 2018 - Kingdoms in Colour (Counter Records)
- 2025 - Hallucinating Love (Ninja Tune / PIAS)

### Compilations
- 2012 - Beginnings (FatCat Records)
- 2015 - Portraits Remixed (Counter Records)
- 2019 - Kingdoms in Colour Remixed (Counter Records)

### Singles
- "Native" (2012)
- "Mask" (2013)
- "Rituals" (2015)
- "The Clown" (2015)
- "Portraits Outtakes" (2016)
- "Turnmills" (2018)[8]
- "Feel Good (en collaboration avec Khruangbin)" (2018)
- "Mother" (2020)